# Ботьма
Ботьма — исчезнувшее село Чердаклинского района Ульяновской области РСФСР, существовавшее до 1955 года. Затоплено Куйбышевским водохранилищем.

## География
Село находилось в 18 км от райцентра Чердаклы и в 22 км от Ульяновска, в 1 км от деревни Ерзовка, в 3 км к северу от с. Архангельского, в 4 км к северо-западу от села Юрманки, на берегу реки Ботьма.

## Название
Село названо по реке Ботьма, протекавшая рядом. «Ботьма» (с мордовского) — «место, поросшее тальником».

## История

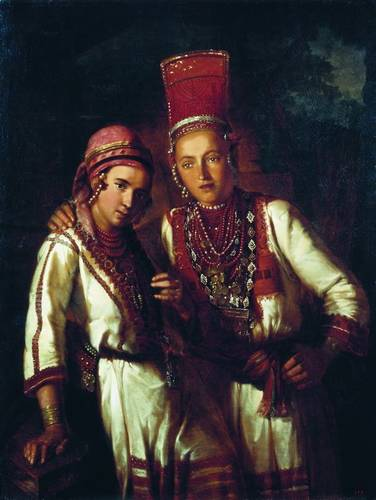
Две мордовки. 1842 г.

Ботьма основана в 70-х гг. XVII века, при заселение Заволжья переселенцами новокрещёной мордвой-эрзян из Нижегородского уезда. До середины XIX века, мужчины старались брать себе в жёны невест из мордовских сёл — Матвеевка, Красная Река, Ясашное Помряскино, Богдашкино, Старый Урень, Юрткуль.                                                                                                                                                                                                                                                         
На 1780 год деревня Ботма, крещёной мордвы. До начала XIX века такое же название носило соседнее село Ботьма-Репьёвка тож, но затем его стали называть по церкви — Архангельское.
На 1859 год деревня удельных крестьян, при речке Ботьма, во 2-м стане, по правую сторону коммерческого тракта из г. Симбирска в г. Казань.

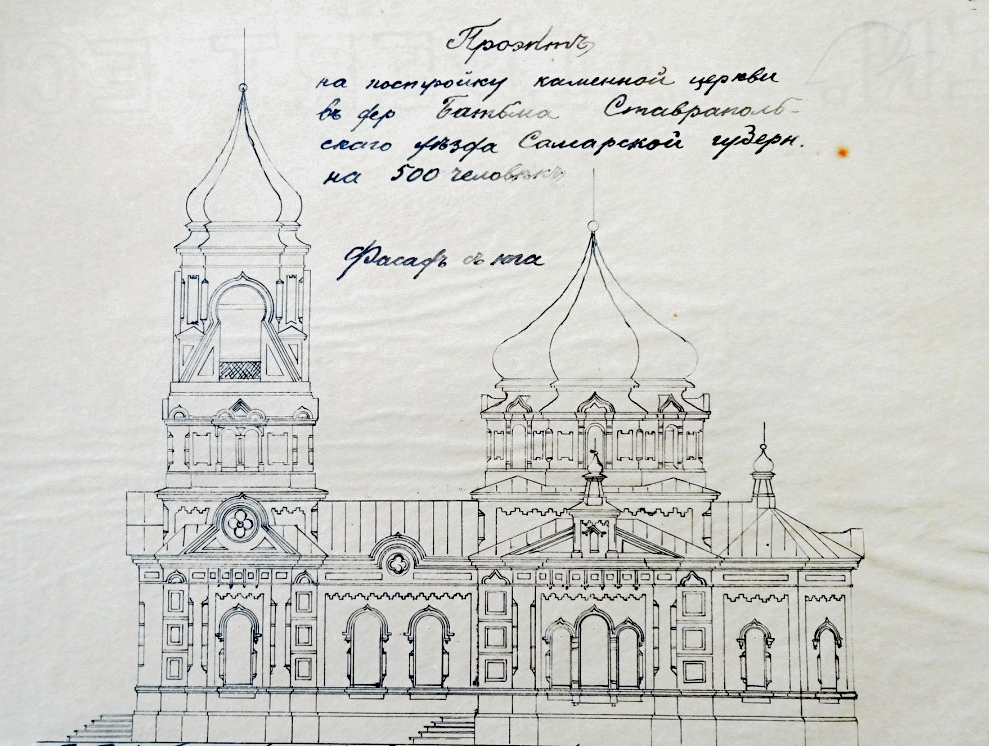
Проект Никольской церкви.

В 1897 году в Ботьме была учреждена земская школа.
На 1900 год в деревне имелась ветряная мельница.

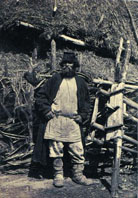
Мордовский крестьянин в традиционном костюме. Вторая половина XIX в. Фотография из коллекции В. А. Каррика.

В 1907 году в Ботьме начали строить каменную Никольскую церковь. Освещена в 1910 году. Храм имел красивые и гармоничные архитектурные формы и декоративные элементы, архитектор Хилинский Тадеуш Северинович. Храм был закрыт в 1941 году, взорван в 1955 году, перед созданием Куйбышевского водохранилища.
На 1910 год в селе Батьма имелось: церковь, зем. общ. школа, ветряная мельница.
В 1918 году в селе был создан Ботьминский сельсовет.
В 30-е годы в Ботьме был образован колхоз «Единый путь», который в 1950 году объединенился с колхозами Ерзовки («Путь к социализму»), Ивановки («День Красной Армии») с Дмитриево-Помряскинским, который стал называться имени Мичурина.
В 1955 году жителей Ботьмы переселили в Дмитриево-Помряскино, Архангельское, Ивановку и посёлок Рыбацкий (Ленинский), а село погрузилось под воду.
В феврале 2015 года в ходе подводной экспедиции было проведено обследование акватории Куйбышевского водохранилища, с помощью специального робота и видеокамеры члены историко-географической экспедиции сумели найти хорошо сохранившийся фундамент Ботьминского храма.
Административно-территориальная принадлежность
До 1708 года входила в состав Синбирского уезда Приказа Казанского дворца.
В 1708 году деревня вошла в состав Синбирского уезда Казанской губернии.
С 1719 года в составе Синбирской провинции Астраханской губернии.
В 1728 году вернули в состав Синбирского уезда Казанской губернии.
С 1780 года деревня в составе Ставропольского уезда Симбирского наместничества.
С 1796 года в составе Ставропольского уезда Симбирской губернии.
С 1851 года в составе 2-го стана Ставропольского уезда Самарской губернии.
С 1860 года в составе Архангельской волости Ставропольского уезда Самарской губернии.
С 1919 года, ввиду разукрупнения Ставропольского уезда, вошла в состав новообразованного Мелекесского уезда.
С 25 февраля 1924 года в составе Ботьминского сельсовета Мелекесского уезда Самарской губернии.
6 января 1926 года — в Мелекесском уезде Ульяновской губернии.
С 14 мая 1928 году — в Мелекесском районе Ульяновского округа Средне-Волжской области.
С 29 октября 1929 года — в Ботьминском сельсовете Чердаклинского района Средне-Волжского края, с 30 июля 1930 года — Куйбышевского края и с 1936 года — Куйбышевской области.
С 19 января 1943 года в составе Ботьминского сельсовета Чердаклинского района Ульяновской области.

## Население
- На 1780 год в деревне жило 206 (рев. душ)[5];
- На 1859 год — в 95 дворах жило: 341 муж. и 340 жен.[6];
- На 1889 год — в 190 дворах жило: 1325 жителя[14];
- На 1900 год — в 194 дворах жило: 482 муж. и 546 жен. (1028)[15];
- На 1910 год — в 220 дворах жило: 551 муж. и 649 жен.[11];
- На 1928 год — в 227 дворах жило: 479 муж. и 518 жен. (997)[16];
- На 1930 год — в 260 дворах жило: 1125 жителя (мордва)[17];